# Ptolemäischer Krieg
Als Ptolemäischer Krieg werden die von 32 bis 30 v. Chr. dauernden letzten kriegerischen Auseinandersetzungen zwischen den Triumvirn Octavian und Marcus Antonius um die Alleinherrschaft im Römischen Reich bezeichnet. Dabei wurde Antonius von seiner Geliebten, der ägyptischen Königin Kleopatra VII., unterstützt. Octavian siegte am 2. September 31 v. Chr. in der Schlacht bei Actium (Griechenland), konnte aber erst ein Jahr später, nach seiner erfolgreichen Offensive gegen Ägypten selbst, seine Gegner endgültig niederwerfen. Mit dem Suizid von Antonius und Kleopatra im August 30 v. Chr. endete die Souveränität Ägyptens, das zur römischen Provinz Aegyptus gemacht wurde. Octavian wurde nun als Augustus der erste Kaiser Roms.

## Einsetzen der Propagandaschlacht
Ab 33 v. Chr. zeichnete sich die unvermeidliche Auseinandersetzung zwischen Octavian und Antonius um die alleinige Beherrschung des Römischen Reichs ab. Bereits im Vorjahr hatte Octavian in den Machtbereich seines Konkurrenten eingegriffen, indem er heimlich Kontakte zum Armenierkönig Artavasdes geknüpft und diesen gegen Antonius aufgereizt hatte. Antonius konnte Artavasdes zwar rasch besiegen, doch wurde dies in Rom verschwiegen und gegen Ende 34 v. Chr. tadelte Octavian die (vermeintlichen oder tatsächlichen) großen Landschenkungen des Antonius an dessen Kinder mit Kleopatra. Bald begann eine umfassende Propagandaschlacht mit gegenseitigen Vorwürfen zur Gewinnung der öffentlichen Meinung. Sie wurde zuerst in privaten Briefen, dann in gegenseitigen Gesandtschaften und öffentlichen Erklärungen ausgetragen. Wohl beim Konsulatsantritt am 1. Januar 33 v. Chr. warf Octavian seinem Konkurrenten öffentlich „Verschleuderung“ römischer Provinzen vor. Antonius antwortete brieflich, dass der Caesarerbe nach der Entmachtung von Lepidus und Sextus Pompeius (36 v. Chr.) deren Heere sowie Länder Africa und Sizilien für sich behalten, keine Legionen als Gegenleistung für die Flottenhilfe gegen Sextus Pompeius geschickt und kein Land für Antonius’ Soldaten in Italien zur Verfügung gestellt habe. Deshalb meinte Antonius, dass ihm die Hälfte aller Erwerbungen Octavians und aller in Italien rekrutierter Soldaten zustehe. Octavian brandmarkte nun u. a. die Hinrichtung von Sextus Pompeius durch Antonius, die vermeintliche Rufschädigung des römischen Volkes durch verräterische Gefangennahme des Armenierkönigs, die angebliche Verschenkung römischen Territoriums an Antonius’ Kinder von der Ptolemäerin und vor allem Antonius’ Bestätigung, dass Caesarion der natürliche Sohn Gaius Iulius Caesars sei, was Octavian als bloß adoptierten Sohn des Diktators traf.
Aufgrund seiner faktisch alleinigen Beherrschung Italiens standen Octavian dort ganz andere Möglichkeiten als Antonius zur Verfügung, sich mit seiner Propaganda Gehör zu verschaffen. Dennoch sorgten die Parteigänger des Antonius dafür, dass auch dessen Argumente in Rom Verbreitung fanden. Zur Stärkung seiner Position ließ Octavian darüber hinaus den Bewohnern Italiens seine Fürsorge angedeihen, indem etwa sein Freund Marcus Vipsanius Agrippa als Ädil die Verbesserung der Kanalisation und Trinkwasserversorgung sowie die Reparatur öffentlicher Gebäude und Straßen Roms vorantrieb.
In Rom gingen nicht ganz an den Haaren herbeigezogene Gerüchte über das luxuriöse und ausschweifende Leben am Hof in Alexandria um. Antonius’ Freund Lucius Munatius Plancus soll, den Meeresgott Glaukos mimend, meergrün bemalt, nackt und mit angebundenem Fischschwanz bei einem Mahl vor Kleopatra und deren Gästen getanzt, sich also für einen römischen Senator äußerst unwürdig benommen haben. Das Herrscherpaar habe wüste Trinkgelage und Orgien gefeiert, wobei besonders die außerhalb Alexandrias gelegenen Lustorte Kanopos und Taposiris erwähnt werden. Auch der Vorwurf, dass Kleopatra eine Hure sei, wurde erhoben. Es sind aber nur ihre Beziehungen zu Caesar und Antonius bekannt. Ihre angebliche Verschwendungssucht wurde in einer anderen Erzählung behandelt: Die „Dirnen-Königin“ (so Plinius) habe bei einem luxuriösen Bankett das Essen als ärmlich abgetan, mit dem ungläubigen Antonius gewettet, eine wesentlich teurere Mahlzeit auftragen zu können, und diese Wette durch den Schiedsspruch des Munatius Plancus dadurch gewonnen, dass sie eine riesige Perle in scharfem Essig auflöste und diesen trank. Diese Episode dürfte erfunden sein, da Essig nach wissenschaftlichen Erkenntnissen keine Perlen zersetzen kann. Eine Bestätigung für einen gewissen Wahrheitsgehalt mancher dieser von Kleopatra und Antonius berichteten Geschichten liefert die auf den 28. Dezember 34 v. Chr. datierte Statuenbasis-Inschrift eines Parasitos (entweder ein Personenname oder eine Funktionsbezeichnung mit der Bedeutung „Tischgenosse“), der Antonius als Gott und Wohltäter lobt und dabei eventuell auf die von Plutarch erwähnten „Genossen vom unnachahmlichen Leben“ hinweist, die täglich aufwendige Bankette für Antonius gestalteten.
Auf besonders tiefem Niveau bewegten sich gegenseitige Angriffe der beiden römischen Machthaber auf das angeblich zügellose Sexualleben des jeweils anderen. In einem erhaltenen, an Octavian gerichteten Brieffragment (das etwa auf 33 v. Chr. zu datieren ist) meinte Antonius, dass es gleichgültig sei, mit welcher Frau man schlafe, und fragte seinen Rivalen, warum ihn jetzt auf einmal seine Beziehung zu Kleopatra störe und ob er es denn so genau mit den ehelichen Pflichten nehme. Dazu zählte er eine Reihe von Octavians Geliebten auf. Außerdem habe Caesar seinen Großneffen nur deshalb zum Erben eingesetzt, weil sich dieser dem Diktator hingegeben habe. Antonius wiederum wurde Trunksucht vorgeworfen, die er in einer eigenen Schrift (de sua ebrietate) verteidigte.
Auch Anhänger beider Seiten beteiligten sich eifrig an der Schlammschlacht. Gaius Cassius Parmensis, ein Caesarmörder und nunmehriger Parteigänger des Antonius, behauptete etwa, dass Octavian niedriger Abstammung sei. Dafür verfasste Marcus Valerius Messalla Corvinus im Sinne Octavians Flugschriften gegen Antonius und erklärte, dass letzterer goldene Nachttöpfe zur Verrichtung seiner Notdurft benütze, ein Benehmen, dessen sich sogar Kleopatra schämen würde.

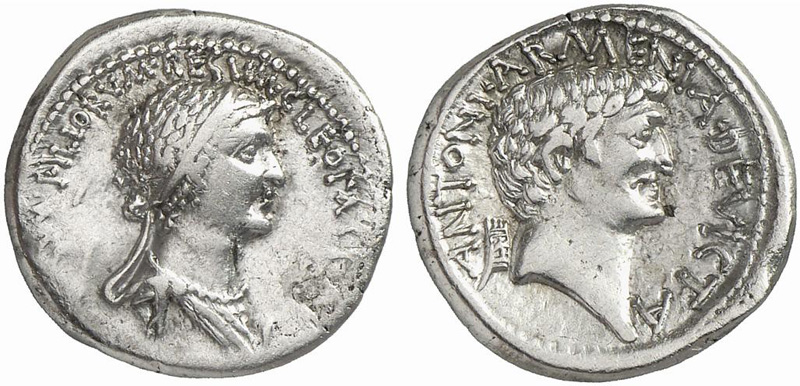
Kleopatra VII. und Marcus Antonius, Denar, 32 v. Chr.

Octavian arbeitete mit patriotischen Parolen und dem Bedienen fremdenfeindlicher Vorurteile. In diesem Sinn wurde Antonius’ Philhellenismus kritisiert und unterstellt, dass er sich aus Liebe zu Kleopatra von römischen Sitten abgewendet und einem dekadenten „orientalischen“ Lebensstil gefrönt habe. Da die in Rom unbeliebte Kleopatra als fremdländische Vasallenkönigin für Octavian eine wesentlich bessere Angriffsfläche bot als der immer noch angesehene Antonius, stellte der Caesarerbe die Ägypterin zunehmend in den Fokus seiner Propaganda. Sie maße sich an, über römische Territorien zu regieren und das Kommando über römische Legionen zu führen. Antonius habe die heimischen Götter verraten, huldige Kleopatra als Isis und sei ihr willenlos verfallen. Dass er seine Abstammung vom mythischen Ahnherrn Herakles behauptete, nutzten seine Gegner zu dem Vergleich, dass er von Kleopatra genauso verhext worden sei wie einst Herakles von Omphale, die sich Löwenfell und Keule genommen, Herakles hingegen in Frauenkleidern femininer Beschäftigung hingegeben habe.
Letztlich gewann Octavian den von ihm meisterhaft beherrschten Propagandakrieg, nicht zuletzt aufgrund seiner Oberhoheit in Italien und weil er Antonius’ Beziehung zu Kleopatra so weidlich ausnutzen konnte.

## Kriegsvorbereitungen
Trotz der Spannungen mit Octavian zog Antonius im Sommer 33 v. Chr. durch Armenien in Richtung Araxes, wahrscheinlich weil sein Verbündeter Artavasdes von Medien eine baldige Partheroffensive fürchtete. Doch unterwegs erhielt er eine gegen seine früheren Anklagen gerichtete scharfe Antwort Octavians, der sich zum Teilen seiner Kriegsbeute bereit erklärte, falls Antonius mit ihm Armenien teile und dessen Veteranen ausdrücklich von der Ansiedlung in Italien ausschloss. Stattdessen solle Antonius seine Soldaten in Medien und Parthien ansiedeln, welche Länder er in glorreichen Feldzügen unterworfen habe, womit Octavian spöttisch auf Antonius’ katastrophale Niederlage gegen die Parther 36 v. Chr. anspielte. Dies kam einer Kriegserklärung nahe, da für jeden Feldherrn die Versorgung seiner Veteranen eine wichtig Stütze seiner Machtstellung in Rom bedeutete. Daher ließ Antonius das Partherproblem ruhen und wandte sich nach Westen. Sein Legat Publius Canidius Crassus brachte den Hauptteil der Armee, 16 Legionen, von Armenien nach Ephesos, wo Antonius auch seine Schiffe versammelte und den Winter 33/32 v. Chr. gemeinsam mit Kleopatra verbrachte. Die Königin finanzierte mit 20.000 Talenten hauptsächlich das kriegerische Unternehmen und steuerte auch ein Viertel der insgesamt aus etwa 500 Kriegs- und 300 Transportschiffen bestehenden Flotte bei, nämlich 200 Schiffe, die vor allem die Verproviantierung der Truppen übernahmen.

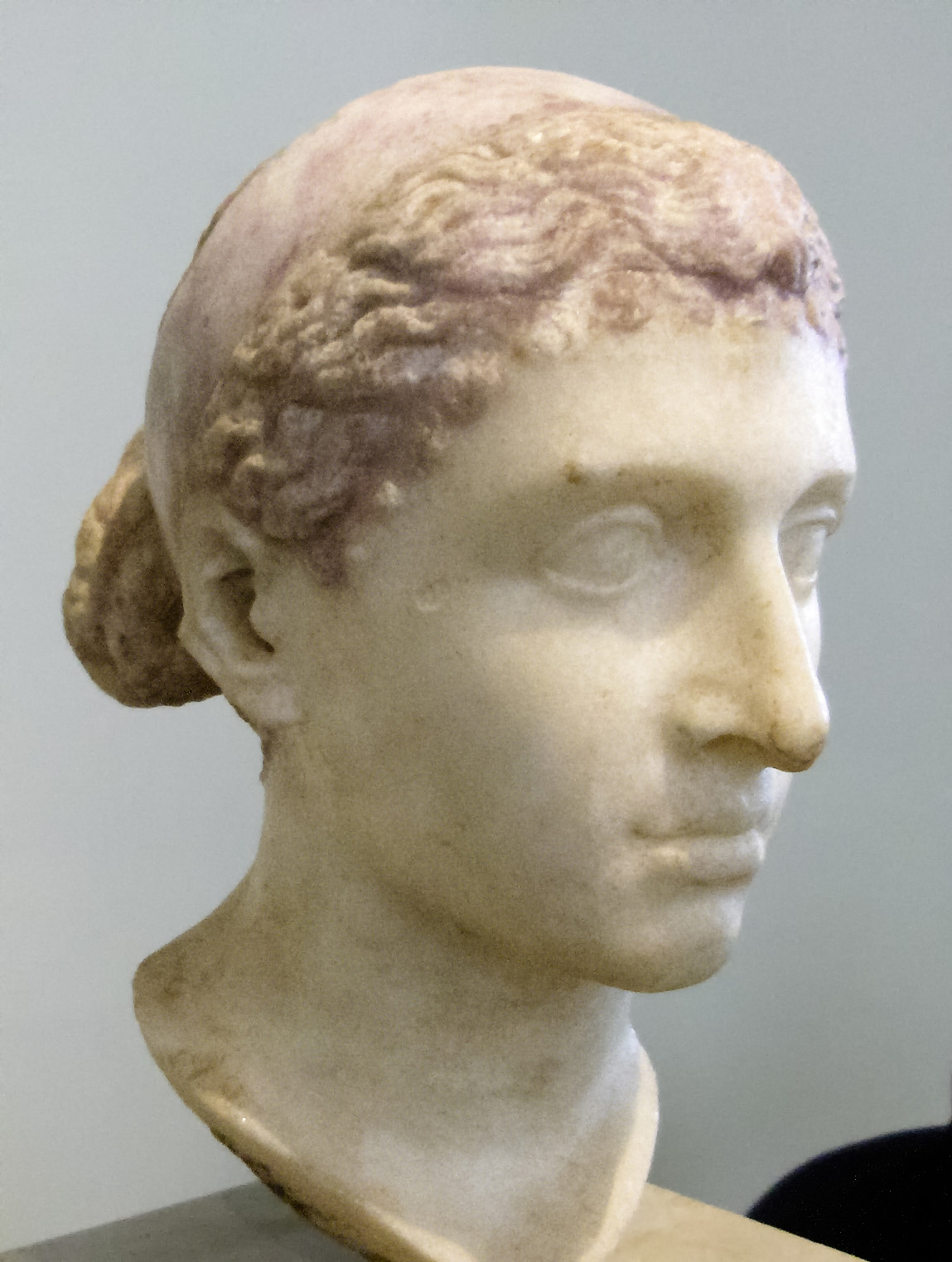
Kleopatra VII. (Antikensammlung Berlin)

Octavians Propaganda spielte die Teilnahme Kleopatras am Feldzug als Skandal hoch. Offenbar wurden in Italien Gerüchte über ihr angeblich anmaßendes Benehmen gestreut und von zeitgenössischen Dichtern sowie späteren Historikern aufgezeichnet. So habe die ptolemäische Monarchin Antonius bald zu Pferd, bald in ihrer Sänfte überallhin begleitet, und römische Soldaten hätten ihr als Leibwache dienen müssen. Viele römische Freunde des Antonius seien von der Königin verletzend behandelt und durch deren Schmeichler vergrault worden. Quintus Dellius hatte sich wegen einer abfälligen Bemerkung Kleopatras Zorn zugezogen und fürchtete sich angeblich vor einem Attentat der Königin. Plutarch berichtet, dass Gaius Calvisius Sabinus, ein Parteigänger Octavians und Konsul von 39 v. Chr., Antonius vorwarf, dass er während eines Banketts in Erfüllung einer Wette Kleopatra die Beine massiert habe, dass er den Ephesiern gestattet habe, Kleopatra als ihre Herrscherin zu begrüßen, dass er der Königin zahlreiche Buchrollen aus der Bibliothek von Pergamon geschenkt habe – wohl um damit die Bestände der Bibliothek von Alexandria aufzufüllen – sowie dass er eine Gerichtsverhandlung während einer Rede des Gaius Furnius verlassen habe und der Sänfte Kleopatras nachgelaufen sei. Allerdings betont Plutarch, dass Calvisius mit diesen Behauptungen bei seinen Zuhörern auf wenig Glauben stieß. Wegen seiner Neigung für Kleopatra soll Antonius auch zahlreiche Kunstwerke, etwa Statuen des Bildhauers Myron, aus Städten Kleinasiens geraubt haben, um sie zur Verschönerung Alexandrias zu verwenden.
Nach dem Auslaufen des Triumvirats (Ende 33 v. Chr.) behielten Octavian und Antonius faktisch ihre damit verbundenen Vollmachten weiterhin bei. Dennoch war dieser rechtlich ungeklärte Status für Octavian, der formell nur mehr ein Privatmann war, heikler als für seinen Triumviratskollegen, da der Caesarerbe in seinem Heimatland Italien ständig mit den überkommenen römischen Institutionen, etwa einer Senatsopposition, konfrontiert war, sich mit den alteingesessenen Adelsfamilien aussöhnen und gegenüber Antonius auf einer legalen Rechtsgrundlage agieren wollte. Dies schloss eine gewaltsame Legitimierung seiner künftigen Machtbasis aus. Noch dazu wurden aufgrund des auch von Octavian weiterhin anerkannten Vertrags von Tarent die eifrigen Antoniusanhänger Gnaeus Domitius Ahenobarbus und Gaius Sosius am 1. Januar 32 v. Chr. Konsuln. Die angeblich im Herbst 34 v. Chr. ausgesprochenen Gebietsverleihungen an seine Kinder von Kleopatra hätte Antonius nach der Chronologie von Cassius Dio in einem Schreiben erst den Konsuln von 32 v. Chr. übermittelt, um sie vom Senat ratifizieren zu lassen, doch sollen Domitius Ahenobarbus und Sosius Antonius’ Brief aufgrund der befürchteten negativen Wirkung nicht vorzulesen gewagt haben. Jedenfalls attackierte Sosius den abwesenden Octavian in seiner Antrittsrede im Senat scharf und machte wohl auch publik, dass Antonius zur Niederlegung seiner außerordentlichen Gewalt bereit sei, wenn Octavian diesen Schritt ebenfalls setzen würde. Einen diesbezüglichen Senatsbeschluss konnte die Partei Octavians nur durch das Veto des Volkstribunen Nonius Balbus verhindern. Octavian selbst, der die Angriffe erwartet hatte, weilte derweilen fern von Rom, um sich auf die gegen ihn erhobenen Vorwürfe genaue Repliken überlegen zu können. In der nächsten Senatssitzung erhob er seinerseits schwere Vorwürfe gegen Antonius und Sosius, war dabei aber mit einer heimlich bewaffneten Schar erschienen. Als daher niemand eine Entgegnung riskierte, erklärte Octavian, dass er seine Vorwürfe durch Vorlage gewisser Dokumente beim nächsten Mal beweisen wolle. Doch seine Machtdemonstration bewog etwa ein Drittel der 1.000 Senatoren und die Konsuln, zu Antonius nach Ephesos zu fliehen. Offenbar war also Antonius – entgegen den Aussagen von Octavians Propaganda – in Rom noch durchaus populär.
Zwar konnte Antonius mit der Ankunft der Senatoren einen Prestigegewinn verbuchen, doch kam es dadurch aufgrund der vermehrten Inhomogenität seiner Anhänger auch zu internen Spannungen. So standen sich Caesarianer, konservative Republikaner, Aufsteiger unter Antonius und sogar noch einige Caesarmörder gegenüber. Da Kleopatra der beste Angriffspunkt für Octavians Propaganda war, vielleicht auch weil sich die Königin zu selbstbewusst benahm, trat insbesondere Domitius Ahenobarbus, aber auch andere ranghohe Antonianer für eine Heimschickung Kleopatras ein. In diesem Fall wäre der Konflikt zwischen Octavian und Antonius eine innerrömische Angelegenheit geblieben und so hätte Antonius mit Hilfe des römischen Staatsrechts, nämlich durch Bildung eines Gegensenats, um die Legitimität der Herrschaft streiten können. Tatsächlich forderte Antonius die Ptolemäerin auf, nach Ägypten heimzukehren. Doch Kleopatra wandte sich an Canidius Crassus. Angeblich bestach sie ihn sogar, damit er ihr half. Er konnte bei Antonius den Verbleib der Königin im Hauptquartier durch Hinweis auf ihren großen finanziellen Beitrag, ihre Klugheit sowie Regierungserfahrung durchsetzen.
Im April 32 v. Chr. verlegte Antonius das Hauptquartier weiter westlich nach Samos, wohin verbündete Fürsten meist persönlich mit Hilfstruppen und Vorräten kamen. Auf Samos bestritten eigens dorthin bestellte Musiker, Schauspieler und Dichter musische Wettbewerbe und Theateraufführungen; luxuriöse Feste wurden gefeiert und Opfer dargebracht. Diese dionysischen Veranstaltungen standen in hellenistischer Tradition und sollten den Mut der zu einem Gutteil aus Bewohnern des griechischen Ostens rekrutierten Truppen des Antonius heben.
Zu den persönlich erschienenen Klientelkönigen des Antonius gehörten u. a. Archelaos von Kappadokien, Bocchus II. von Mauretanien, Mithridates II. von Kommagene, Deiotaros Philadelphos von Paphlagonien und Tarkondimotos I. von Amanos; andere Fürsten wie Polemon I. von Pontos hatten militärische Einheiten geschickt. Antonius’ Freund und Bundesgenosse Herodes wollte ebenfalls starke Hilfskontingente mitbringen, doch laut dem jüdischen Historiker Flavius Josephus – dem die Forschung weitgehend folgt – setzte Kleopatra durch, dass Antonius den jüdischen König stattdessen beauftragte, den Nabatäerkönig Malchos zu bekämpfen, weil dieser bei der Zahlung seiner Pachtgelder an Kleopatra säumig war. Dies sei nur ein Vorwand gewesen, denn in Wirklichkeit habe Kleopatra gewünscht, dass sich beide Reiche gegenseitig schwächten; ihr Stratege Athenion habe sogar, als Herodes rasch siegreich schien, den Nabatäern militärisch geholfen. Als weiterer Grund, dass Kleopatra den jüdischen König nicht bei Antonius sehen wollte, wird in der Forschung die Furcht der Königin vor Herodes’ Einfluss auf Antonius angenommen. Dagegen glaubt der Historiker Christoph Schäfer, dass einige arabische Stämme gegen ihren romtreuen Oberherrn Malchos rebellierten und auch ptolemäisches Gebiet angriffen, sodass Herodes notwendigerweise zu deren Bekämpfung hätte zurückgeschickt werden müssen; nach Octavians Sieg habe er dann daraus eine gegen seine Person gerichtete Intrige Kleopatras gemacht, um beim neuen Machthaber in günstigem Licht zu erscheinen.
Im Mai 32 v. Chr. machte Antonius bei seinem langsamen Vormarsch nach Westen in Athen halt. Kleopatra beschenkte die Bürger der Stadt reich und suchte offenbar deren Sympathien zu gewinnen. Die Königin verlangte aber von den Athenern die gleichen Ehren, die diese Antonius’ Gemahlin Octavia bei deren Aufenthalt mit ihrem Gatten in der griechischen Metropole (Winter 39/38 v. Chr.) erwiesen hatten. Daraufhin erhielt Kleopatra etwa ein von einer athenischen Delegation mit Antonius an der Spitze überreichtes Ehrendekret. In Form der Götter Dionysos und Isis gefertigte Statuen des Herrscherpaares wurden auf der Akropolis platziert. In Athen konnte Kleopatra auch endlich erreichen, dass Antonius im Mai oder Juni 32 v. Chr. seiner Gattin Octavia den Scheidebrief nach Rom zusandte. Damit bestätigte er offiziell die praktisch längst vollzogene Trennung und forderte Octavian offen heraus. Politisch verspielte er aber insbesondere bei seinen römischen Anhängern viele Sympathien, denn die populäre Octavia erregte aufgrund ihres Schicksals in Rom großes Mitleid. Außerdem erhielt Octavian eine weitere Bestätigung für seine Behauptung, dass Antonius völlig von Kleopatra abhängig und gewissermaßen von ihr verhext worden sei. Nur die Königin profitierte durch eine noch engere Bindung des Triumvirn an ihre Person.
Eine weitere Möglichkeit zur Gewinnung der öffentlichen Meinung bot sich Octavian, als Lucius Munatius Plancus und sein Neffe Marcus Titius im Juni oder Juli 32 v. Chr. einen Parteiwechsel vollzogen, nach Italien flohen und Octavian den Aufbewahrungsort sowie Inhalt von Antonius’ Testament verrieten. Unter Verstoß gegen jegliches Recht bemächtigte sich Octavian des bei den Vestalinnen in Rom hinterlegten Dokuments. Es vermachte reiche Legate an Kleopatras Kinder von Antonius und enthielt ferner die Erklärung, dass Caesar tatsächlich der Vater Caesarions sei sowie insbesondere die Bestimmung, dass, sollte Antonius’ Tod in Rom erfolgen, sein Leichnam zur Bestattung zu Kleopatra nach Alexandria zu überführen sei, weil er gemeinsam mit ihr begraben zu sein wünsche. Die Bekanntgabe dieser Klauseln in Senat und Volksversammlung kostete Antonius viel Ansehen. Octavians Propaganda legte die letztwilligen Verfügungen so aus, als ob Antonius im Fall seines Sieges auch Italien unter ptolemäische Herrschaft stellen und die Hauptstadt des Imperiums nach Alexandria verlegen wolle. Da Octavian ganz entgegen seiner sonstigen Achtung altrömischer religiöser Bräuche nicht vor der Begehung eines Sakrilegs zurückgeschreckt war, um sich den letzten Willen seines Gegners zu beschaffen, ist zumindest davon auszugehen, dass Antonius tatsächlich bei den Vestalinnen sein Testament aufbewahrt hatte. Allerdings hätte Octavian den Inhalt fälschen können, da er das Testament zuerst an sich nahm.
Die Veröffentlichung des Testaments und Antonius’ Scheidung von Octavia bewirkten, dass sich die öffentliche Stimmung in Rom immer mehr gegen Antonius wandte. Vor diesem bedrohlichen Meinungsumschwung sollte der eigens aus Rom nach Athen abgesandte Geminius warnen und Antonius erneut nahelegen, Kleopatra nach Ägypten zu schicken. Seiner Mission war jedoch kein Erfolg beschieden.

## Kriegserklärung
Octavian hatte nun lange genug die Volksmeinung bearbeitet, um in der zweiten Jahreshälfte 32 v. Chr. Antonius durch Senatsbeschluss alle Ämter, auch die Designation zum Konsul für 31 v. Chr. aberkennen sowie den Kriegsbeschluss gegen Kleopatra verkünden zu lassen. Octavian selbst vollzog nach altem Brauch als Fetiale die Kriegserklärung, indem er einen in frisches Blut getauchten Speer auf ein symbolisch als Feindesland deklariertes Gebiet beim Tempel der Kriegsgöttin Bellona schleuderte. Bewusst wurde nur der zum Staatsfeind (hostis) proklamierten ägyptischen Königin der Krieg erklärt, nicht aber Antonius, den offiziell nur eine private Fehde (inimicitia) mit Octavian verband. Letzterer konnte auf diese Weise den Anschein erwecken, dass es sich um die Verteidigung des Vaterlandes gegen einen äußeren Feind und nicht um einen neuen Bürgerkrieg handle. Antonius sei durch Kleopatras Zaubertränke unzurechnungsfähig geworden. Propagandistisch überspitzt wurde ein angebliches Gelübde der Ptolemäerkönigin zitiert: „So wahr ich auf dem Kapitol Recht sprechen werde“, um sie zur Gefahr für Italien selbst hochstilisieren zu können. Die Angst, sie werde in Rom Herrschaftsansprüche stellen, schien außerdem durch den Namen ihres Sohnes Caesarion und die Betonung seiner Abstammung von Caesar gerechtfertigt. Octavian verbreitete, es gehe um die Entscheidung, ob ein ägyptisch-hellenistisches Reich künftig von Alexandria aus auch über Rom gebieten werde. Der Nachhall dieser angeblich von Kleopatra drohenden Gefahr findet sich bei augusteischen Dichtern wie Horaz (der die Königin etwa als „unheilbringendes Ungeheuer“ bezeichnet) oder Properz. Viele Weströmer scheinen Octavians geschickte Propaganda geglaubt zu haben, dass sich der Krieg gegen das Ptolemäerreich richte.
Da Octavian kein politisches Amt innehatte, wurde seine Stellung als Oberfeldherr im Kampf gegen Antonius etwa im Spätherbst 32 v. Chr. durch den, angeblich freiwilligen, Soldateneid jedes waffenfähigen Mannes im weströmischen Reich auf seine Person gestärkt. Für jeden Eidleistenden war damit die Pflicht verbunden, Octavian in den Krieg gegen den Osten zu folgen. Nach seiner Darstellung war der Caesarerbe nun Anführer des geeinten römischen Volkes, der die von der „orientalischen“ Kleopatra ausgehende Gefahr bekämpfen würde. Auf großen Widerstand stieß aber seine verordnete Kriegssteuer, die für jeden Bürger ein Viertel eines Jahreseinkommens und für jeden Freigelassenen ein Achtel des Vermögens betrug. Auch auf Antonius leisteten die Bewohner von dessen Reichsteil den Treueeid. Seine Ansage, er werde sechs Monate nach seinem Sieg alle Vollmachten an Senat und Volk von Rom zurückgeben, drang jedoch gegenüber Octavians Propaganda nicht durch. Darüber hinaus suchte er durch Verteilen reicher Bestechungsgelder in Italien Anhänger zu gewinnen.

## Krieg in Griechenland
Über das strategische Konzept des Antonius für den bevorstehenden Krieg gehen die Meinungen in der Altertumswissenschaft weit auseinander. Günther Hölbl glaubt, dass Kleopatra verhindert habe, dass Antonius zuerst Octavian in Italien angriff, denn sie habe mit Blick auf ihr Heimatland für eine umfassende Defensivstrategie plädiert und die Entscheidung in einer Seeschlacht suchen wollen. Schon Plutarch behauptete, dass es Antonius als schweren Fehler angerechnet worden sei, nicht bereits 32 v. Chr. in Italien gelandet zu sein, da er damit Octavian Zeit gegeben habe, seine Rüstungen zu beenden und die aufgrund der hohen Kriegssteuer ausgelösten Unruhen zu überstehen. Manfred Clauss vertritt die Auffassung, dass Antonius den Krieg zwar auf die Apenninhalbinsel habe tragen wollen, aber sein Truppenaufmarsch in Griechenland 32 v. Chr. zu lange gedauert habe, um noch im gleichen Jahr nach Italien überzusetzen. Dies sei aufgrund der Herbststürme und der starken Befestigung der Häfen Brundisium und Tarent nicht ratsam erschienen. Anfang 31 v. Chr. sei dann Octavians Admiral Marcus Vipsanius Agrippa durch seinen frühen Angriff auf Griechenland Antonius’ geplanter Offensive zuvorgekommen. Michael Grant ist hingegen der Meinung, dass Antonius von Anfang an den Angriff Octavians abwarten und den Kampf in Griechenland austragen habe wollen. Außerdem habe Antonius geglaubt, durch seine nach Rom gesandten Bestechungsgelder Octavian wirksam schwächen zu können. Christoph Schäfer geht ebenfalls von einer von vornherein beabsichtigten Defensivstrategie des Antonius aus.
Jedenfalls schloss Antonius den Aufmarsch seines von Kleinasien nach Griechenland übergesetzten Hauptheers im Herbst 32 v. Chr. ab und ließ es dann in die Winterquartiere gehen. Er stellte seine Streitkräfte ein deutliches Stück südlicher auf als 49 v. Chr. Gnaeus Pompeius Magnus bei seinem Kampf gegen Caesar sowie 42 v. Chr. die Caesarmörder Gaius Cassius Longinus und Marcus Iunius Brutus, als diese damals den Angriff von Antonius und Octavian erwarteten. Wahrscheinlich wählte Antonius diese südlichere Aufstellung seiner Armee aufgrund der kürzeren und damit sichereren Nachschubwege von Ägypten her sowie um Octavian einen längeren Anfahrtsweg zur See aufzuzwingen.
Einschließlich der Kontingente asiatischer Vasallenfürsten umfassten Antonius’ Streitkräfte etwa 100.000 Fußsoldaten und 12.000 Reiter. Ferner konnte Antonius etwa 500 Kriegsschiffe aufbieten. Das von Octavian Anfang 31 v. Chr. nach Griechenland übergesetzte Invasionsheer bestand demgegenüber aus 80.000 Infanteristen und ebenfalls 12.000 Kavalleristen. Die Kriegsflotte Octavians dürfte etwa 400 Schiffe umfasst haben, die aber kleiner als Antonius’ Schiffe waren.
Seine Truppen positionierte Antonius in langgestreckter Linie von Methone im Süden bis Kerkyra im Norden entlang der griechischen Westküste. Hauptstützpunkt der Flotte war der gut geeignete Golf von Ambrakia bei Actium. Auf der Actium gegenüber gelegenen Insel Leukas stationierte Antonius ebenfalls Einheiten. Außerdem befand sich auf der Insel Zakynthos ein schon vor längerer Zeit eingerichteter Flottenstützpunkt. Südlich von Griechenland besaß Antonius auch auf Kreta Basen. In Kyrene, Ägypten und Syrien blieben zur Verteidigung stärkere Truppenverbände zurück. Im in der Mitte seiner Schlachtordnung in Griechenland gelegenen Patrai verbrachten Antonius und Kleopatra den Winter 32/31 v. Chr. Dort wurden nun Münzen mit dem Porträt Kleopatras und Attributen der Isis emittiert.
Octavian hatte seine Streitkräfte in Brundisium und Tarent versammelt. Am 1. Jänner 31 v. Chr. wurde er zum dritten Mal Konsul. Zu Beginn des Frühlings segelte sein exzellenter Admiral Marcus Vipsanius Agrippa mit einem wohl aus kleinen, schnellen Kriegsschiffen (Liburnen) bestehenden Geschwader über das Ionische Meer und eroberte überraschend die im Südwesten der Peloponnes gelegene starke Festung Methone, wobei deren Befehlshaber, der vertriebene mauretanische König Bogud, fiel. Während der anschließenden Fahrt nordwärts entlang der griechischen Westküste landete Agrippa an mehreren Stellen, bedrohte die Schifffahrtswege von Kleopatras Versorgungsschiffen und vertrieb schließlich die von Antonius auf Kerkyra stationierten Truppen. Begleitet von vielen Senatoren und Rittern stach inzwischen Octavian mit dem Hauptheer von Brundisium aus in See. Die Mitnahme der hochrangigen Römerschar diente u. a. dazu, einer möglichen Erhebung während seiner Abwesenheit von Italien vorzubeugen. Ungestört konnte Octavian etwa 200 km nördlich von Actium wohl bei Panormos in Nordepirus landen. Er ließ Kerkyra besetzen und rückte rasch bis in die Nähe des Golfes von Ambrakia vor. Auf dem Marsch dorthin wurde sein Heer angeblich erst bei Toryne erstmals von Antonius’ Spähern gesichtet. Antonius weilte damals noch mit Kleopatra in Patrai und sei über die Nachricht von Octavians raschem Vorrücken bestürzt gewesen. In der Forschung ist umstritten, warum Antonius Octavian eine ungehinderte Landung ermöglichte. Joachim Brambach meint, dass Agrippas militärische Aktionen Antonius’ Streitkräfte so abgelenkt hätten, dass sie Octavians Landungsmanöver gar nicht bemerkt hätten. Christoph Schäfer glaubt hingegen, dass Antonius’ Aufklärungsdienst sehr wohl funktioniert habe und er Octavian absichtlich landen ließ, um dessen gesamtes Hauptheer anschließend auf griechischem Boden besiegen zu können.
Die im Golf von Ambrakia liegende Hauptflotte von Antonius war jedenfalls gut geschützt. Eine an ihrer schmalsten Stelle nur 700 Meter breite Wasserstraße führt vom offenen Meer zwischen zwei von Norden und Süden vorspringenden Halbinseln hindurch zum inneren Golf. Diese Meerenge schützten Wachschiffe und auf beiden Ufern errichtete Türme mit Wurfmaschinen, so dass Octavians Flotte nicht hatte eindringen können. Als Antonius und Kleopatra bei Actium ankamen, fanden sie daher ihre Schiffe unbeschädigt vor. Antonius bezog sein Hauptlager auf der flachen Halbinsel südlich der Meerenge. Den Hafen von Actium westlich dieser Halbinsel, wo ein starkes Geschwader ankerte, verband Antonius zum Schutz vor Angriffen durch Schenkelmauern mit seinem Lager. Octavian errichtete seinen Stützpunkt auf einem etwa 150 Meter hohen Hügel bei Mikalitzi auf der nördlich des Golfes von Ambrakia gelegenen Halbinsel Preveza und ließ seine Flotte daneben in der Bucht von Gomaros ankern, die er ebenfalls mit seinem Lager durch lange Mauern verband. Aufgrund seiner Stellung konnte er mit seinen Schiffen der feindlichen Flotte den Weg aus dem Meerbusen versperren.
Da die Bucht von Gomaros nicht hinreichend vor Südweststürmen schützte, wollte Octavian rasch eine entscheidende Schlacht austragen, doch nahm sie Antonius anfangs mehrmals nicht an, da er erst die Ankunft seiner weit zerstreuten Truppen abwartete. Danach führte er seine Streitkräfte über die Meerenge und errichtete etwa drei Kilometer südlich von Octavians Lager einen weiteren Stützpunkt. Nun forderte er seinen Gegner seinerseits zum Kampf zu Lande heraus, den aber diesmal Octavian ablehnte. Antonius schickte berittene Truppen um den Golf von Ambrakia herum, um Octavians Lager auch im Rücken zu bedrohen, doch wurde dabei offenbar kein größerer Erfolg erzielt. Entscheidend verbesserte Agrippa die Lage für Octavian durch Eroberung der Insel Leukas. So besaß Octavian jetzt einen brauchbaren Hafen, wo seine Schiffe vor starken Winden sicher waren. Antonius wurde dagegen von der Verproviantierung zur See abgeschnitten. Daher konnte er seine Zufuhren nur mehr viel mühsamer von tief aus dem unfruchtbaren Landesinneren herbeischaffen lassen. Plutarch erzählt nach dem Bericht seines Urgroßvaters Nikarchos, dass die Einwohner seiner Vaterstadt Chaironeia unter Peitschenhieben gezwungen wurden, Getreide etwa 25 km nach Antikyra am Korinthischen Golf zu tragen. Bald errang aber Agrippa am Eingang des Golfes von Korinth einen Sieg über ein Geschwader von Antonius’ Admiral Quintus Nasidius und eroberte anschließend Patrai und Korinth. Dies war bereits eine Vorentscheidung für Octavians Gesamtsieg in Griechenland.
Antonius’ Heer litt stark unter Agrippas monatelanger Blockade. Das Sumpfklima Actiums sorgte jetzt im heißen Sommer für besondere Probleme und zahlreiche Soldaten starben an Seuchen oder Hunger. Auf gesunder Höhe waren dagegen die Truppen Octavians positioniert, der auch sichere Verproviantierung aus Italien erhielt. Antonius war aber gezwungen, mit der Armee an seinem ungünstigen Standort zu verweilen, wenn er seine im Golf von Ambrakia eingeschlossene Flotte nicht kampflos aufgeben wollte. Als Marcus Titius und Titus Statilius Taurus bei einem Gefecht die Kavallerie des Antonius besiegten, ging Deiotaros Philadelphos von Paphlagonien mit seiner Reiterei zu Octavian über. Die immer schwierigeren Versorgungsmöglichkeiten, Krankheiten und die aussichtslose Lage verschlechterten die Stimmung im Lager des Antonius immer mehr. Weitere Klientelfürsten desertierten, aber auch viele Römer, selbst langjährige Gefolgsmänner. Sogar Antonius’ wichtiger Vertrauter Gnaeus Domitius Ahenobarbus wurde fahnenflüchtig. Allerdings war er bereits sehr krank und verstarb noch vor der Schlacht bei Actium. Aufgrund der vermehrten Desertionen steigerte sich Antonius’ Misstrauen. Er ließ viele Personen, die er der Absicht des Überlaufens verdächtigte, hinrichten, etwa den Senator Quintus Postumius und den arabischen Dynasten Iamblichos. Quintus Dellius und Amyntas von Galatien warben unterdessen in Thrakien und Makedonien Verstärkungen. Als Antonius persönlich einen Angriff seiner Reiterei anführte, musste auch er eine Niederlage einstecken. Gaius Sosius unternahm einen Ausbruchsversuch aus dem Golf von Ambrakia, griff mit einer überlegenen Flottenabteilung im Schutz dichter Morgennebel ein von Lucius Tarius Rufus geführtes Geschwader an und schlug es in die Flucht. Doch anschließend erlitt Sosius gegen Agrippa schwere Verluste und musste umkehren. Bei diesem Gefecht verlor der Klientelfürst Tarkondimotos von Amanos sein Leben. Bald wechselte auch Amyntas von Galatien mit 2000 Reitern auf Octavians Seite.

## Schlacht bei Actium

Schlacht bei Actium 31 v. Chr.

Aufgrund seiner bedrohlichen Lage entschloss sich Antonius Ende August 31 v. Chr. zu einem konzentrierten Befreiungsschlag mit der gesamten Armee, um Agrippas Blockade zu durchbrechen. Entgegen dem Rat des Canidius Crassus, eine Schlacht zu Lande zu riskieren und über Makedonien abzuziehen, setzte sich Kleopatra im Kriegsrat mit dem Plan durch, mit der Flotte eine Sprengung von Agrippas Blockade zu versuchen und im Erfolgsfall nach Ägypten zu segeln, das sie bei einer Durchführung von Canidius’ Plan für ungeschützt hielt. Auf 170 Kampfschiffe und 60 Schiffe Kleopatras wurden 20.000 Elitesoldaten und die Kriegskasse verladen sowie die restlichen, wegen der hohen Verluste nicht mehr zu bemannenden Schiffe verbrannt. Wegen der Überlegenheit von Octavians Flotte suchte Antonius wohl von vornherein keinen Sieg zu erringen, sondern nur der Blockade Agrippas zu entkommen, um den Krieg später unter besseren Bedingungen erneuern zu können. Daher nahm er auch die für eine Schlacht hinderlichen Großsegel mit, um nach geglücktem Durchbruch rasch nach Ägypten gelangen zu können. Canidius Crassus sollte mit dem noch recht starken Landheer nach Osten abmarschieren. Doch der im Bedarfsfall immer die Fronten wechselnde Quintus Dellius ging nach dem Kriegsrat zu Octavian über und verriet ihm Antonius’ Plan.
Das als Schlacht bei Actium in die Geschichte eingegangene Seegefecht vom 2. September 31 v. Chr. begann mit einem Vorstoß von Antonius’ Flotte. Die gegnerischen leichten Liburnen wichen zurück und umschwärmten auf hoher See Antonius’ unbeweglichere und größere Schiffe, machten etliche von diesen beim schnellen Vorbeifahren durch Zerbrechen von Ruder- und Steuerwerk manövrierunfähig, mussten sich aber rasch zurückziehen, um nicht von den auf sie herabprasselnden Steinen und Pfeilen versenkt zu werden. Als sich das Gefecht für Antonius verschlechterte, stießen Kleopatras 60 hinter der Kampfzone befindlichen Schnellsegler am Nachmittag bei günstigem Wind durch eine in der Schlachtordnung entstandene Lücke und segelten den kämpfenden Schiffen davon. Antonius folgte und wurde an Bord von Kleopatras Flaggschiff genommen. Die meisten seiner Kampfschiffe konnten sich aber nicht lösen und wurden nach heftigem Widerstand versenkt oder mussten kapitulieren. Seit Kromayers Forschungen ab Ende des 19. Jahrhunderts wird Kleopatras Manöver von der Wissenschaft nicht mehr, wie in den melodramatischen Berichten antiker Autoren dargestellt, als verräterische Flucht mit anschließendem feigen Nachfolgen eines verliebten Antonius, sondern als Umsetzung des Kriegsratsplanes zur Sprengung von Agrippas Blockade gesehen. Nach dem Ende der Schlacht zog das am Kampf unbeteiligte Landheer des Antonius nach Makedonien ab, ergab sich aber sieben Tage später, nachdem Canidius Crassus geflohen war. So gehörten Griechenland und Makedonien nun zu den Eroberungen Octavians, aber Antonius und Kleopatra hatten wenigstens die Kriegskasse und ein Viertel der Flotte retten können und den Krieg noch nicht gänzlich verloren.

## Das letzte Jahr von Antonius und Kleopatra
Inzwischen hatte Marcus Aemilius Lepidus, der Sohn des gleichnamigen Triumvirn, ein bald aufgedecktes Komplott zur Ermordung Octavians angezettelt, wurde von Gaius Maecenas gefangen genommen und zum noch bei Actium befindlichen Octavian geschickt, der ihn sofort hinrichten ließ. Ein weiteres Problem stellte die finanzielle Abfindung der Soldaten dar, weil Octavian dafür nicht genügend Geldmittel besaß. Er sandte die älteren Soldaten, die besonders schwierig zufriedenzustellen waren, zunächst ohne Bezahlung nach Italien zurück. Ferner beauftragte er Agrippa mit der Rückkehr in die Heimat, um dort Maecenas im Falle von Unruhen missvergnügter Veteranen zu unterstützen. Am Ort seines Sieges befahl Octavian, eine Stadt namens Nikopolis („Stadt des Sieges“) zu erbauen. In Athen ließ er sich in die Mysterien von Eleusis einweihen, dekretierte für Italien einen dort freudig aufgenommenen Steuererlass und gedachte den Winter auf Samos zu verbringen. Auf dieser Insel urteilte er die gefangenen Parteigänger des Antonius ab und ging dabei gelegentlich sehr erbarmungslos vor. Ebenso belohnte oder bestrafte er griechische und kleinasiatische Herrscher und Städte, je nachdem, auf welcher Seite sie gestanden hatten.
Antonius war laut seinem Biographen Plutarch nach der verlorenen Schlacht verzweifelt und sprach angeblich erst drei Tage später auf Vermittlung von Kleopatras Kammerfrauen wieder mit der Königin, als sie Kap Tainaron an der Südspitze der Peloponnes erreichten. Sie segelten weiter nach Nordafrika. Der ehemalige Triumvir trennte sich bei Paraitonion, der Grenzfestung zwischen Kyrene und Ägypten, von seiner Geliebten, um vier Legionen in der Kyrenaika zu übernehmen, wurde aber vom zu Octavian übergegangenen Statthalter Lucius Pinarius Scarpus abgewiesen. Zum ersten Mal dachte Antonius nun an Selbstmord, doch hielten ihn seine Freunde, u. a. ein Römer Lucilius, davon ab. Kleopatra segelte unterdessen schnell nach Alexandria, da sie Aufstände befürchtete, sobald ihre Niederlage bei Actium bekannt würde. Aus Angst um ihre Sicherheit legte sie unter Siegeshymnen mit bekränzten Schiffen im Hafen von Alexandria an, als ob sie gewonnen hätte. Doch kam die Wahrheit bald ans Tageslicht und die Königin ließ viele adlige Ägypter hinrichten, die sie der Rebellion verdächtigte. Deren Besitz soll sie zwecks Auffüllung des Staatsschatzes zur Finanzierung neuer Rüstungen ebenso eingezogen haben wie zahlreiche Tempelschätze. Den seit 34 v. Chr. gefangenen König Artavasdes von Armenien ließ sie enthaupten und schickte seinen Kopf dem gleichnamigen Mederfürsten, um diesen zu weiterer Unterstützung zu bewegen. Ohne Legionen aus Kyrene kam der tief deprimierte Antonius nach Alexandria, als Kleopatra ihre reich beladenen Schiffe vom Nil durch einen versandeten Kanal an den Golf von Suez ziehen ließ, um über das Rote Meer nach Arabien oder sogar Indien zu fliehen. Doch die ihr feindlich gesinnten, in der Felsenstadt Petra wohnenden Nabatäer verbrannten auf Anstiften des neuen syrischen Statthalters Quintus Didius ihre Flotte.
Kleopatra soll noch viele unrealistische Pläne erwogen haben. Dagegen bewohnte der depressive ehemalige Triumvir nun bei der Insel Pharos nahe Alexandria ein einsames Haus, das er nach dem bekannten Misanthropen Timon von Athen als Timoneion bezeichnete. Noch dazu erfuhr er vom damals in Alexandria eingetroffenen Canidius Crassus, dass sein Landheer kapituliert hatte. Sämtliche Klientelfürsten einschließlich Herodes waren außerdem zu Octavian übergelaufen. Herodes und Didius hatten auch eine starke Gladiatorenschar aufgehalten, die zur Unterstützung von Antonius nach Alexandria ziehen wollte. So hatte der Sieger von Actium die Möglichkeit, von Osten und Westen auf dem Landweg ungehindert bis an die Grenzen Ägyptens vorzudringen. Vom Timoneion übersiedelte Antonius aber zur Aufheiterung seiner Stimmung wieder in den Palast und labte sich an üppigen Gelagen. Der „Klub der unnachahmlich Lebenden“, dessen Mitglieder stets höchst aufwendige Bankette für Antonius zubereitet hatten, wurde nun sarkastisch in den „Klub der gemeinsam Sterbenden“ umbenannt. Kleopatra soll zum Tode Verurteilten verschiedene Gifte verabreicht haben, um das am schmerzlosesten wirkende für einen vielleicht damals geplanten Selbstmord herauszufinden, und dabei auf den Kobrabiss verfallen sein. Ein angeblich in Herculaneum gefundener Papyrus (P. Hercul. 817), der beim Vesuv-Ausbruch 79 n. Chr. im Schlamm konserviert worden sein soll, beschreibt ausführlich die Todesqualen der Delinquenten, wurde aber 1998 als geschickte neuzeitliche Fälschung erwiesen. Die Medizin Alexandrias war längst fortgeschritten genug, um Kleopatra ein geeignetes Gift empfehlen zu können. In einem festlichen Akt erfolgte ferner die Mündigkeitserklärung des ältesten Sohnes von Antonius, Antyllus, und des ältesten Sohnes von Kleopatra, Caesarion. Ab nun trug Antyllus die Männertoga (toga virilis); Caesarion wurde unter die Epheben aufgenommen. Wahrscheinlich wollten sowohl Kleopatra als auch Antonius mit diesem Schritt ihre Nachfolge sichern. Damit hatte Octavian später ein zusätzliches Motiv, Caesarion zu beseitigen.
Weil es unter den nach Italien zurückgekehrten, unzufriedenen Veteranen zu Krawallen gekommen war, musste Octavian mitten im Winter 31/30 v. Chr. trotz Stürmen eilig von Samos nach Brundisium zurückkehren. Er konnte durch gewisse finanzielle Zuwendungen aus der bisherigen Siegesbeute und Landanweisungen an die Soldaten beruhigend einschreiten, musste aber im Übrigen auf die Zukunft vertrösten. Erst nach der Einnahme Ägyptens sollte Octavian durch die Aneignung des großen Vermögens Kleopatras in der Lage sein, alle Kriegskosten zu bestreiten. Bereits nach einem Monat konnte er Brundisium wieder in Richtung Korinth verlassen.
Auf Rhodos traf Octavian Herodes, der ihm als neuen Herrn huldigte. Angeblich rechtfertigte Herodes kühn seine frühere Treue zu Antonius und begründete seinen Abfall damit, dass der Verlierer von Actium nicht seinen Rat befolgt und Kleopatra getötet habe, wodurch er sich hätte retten können. Nun unterstützte der jüdische König Octavians Vormarsch durch die syrische Wüste gegen Ägypten.
Octavian empfing unterdessen Gesandte mit Gnadengesuchen von Kleopatra und vielleicht auch von Antonius. Die diesbezüglichen Berichte sind aber durch die Propaganda Octavians zuungunsten von dessen Gegnern verzerrt. Laut Plutarch bot Kleopatra ihren Thronverzicht an, wenn ihren Kindern (wohl Caesarion) erlaubt würde, Ägypten weiterzuregieren. Antonius bat angeblich demütig, als Privatmann in Alexandria oder Athen wohnen zu dürfen. Der Delegationsleiter des Paares sei Euphronios, der Lehrer ihrer Kinder, gewesen. Octavian habe Antonius nicht geantwortet, aber Kleopatra eine faire Behandlung zugesichert, wenn sie Antonius töten oder vertreiben ließe. Nach der Darstellung Cassius Dios gab es sogar drei Gesandtschaften an Octavian. Kleopatras erster Bote habe ohne Wissen des Antonius die von Octavian gern angenommenen Kroninsignien überbracht, und Octavian habe – ähnlich wie bei Plutarch – Antonius ohne Antwort gelassen, die Königin hingegen offiziell bedroht, ihr jedoch heimlich die weitere Herrschaft in Aussicht gestellt, falls sie Antonius beseitige. Beim zweiten Mal ließ Antonius den Caesarmörder Turullius ausliefern, den Octavian hinrichten ließ; außerdem soll der ehemalige Triumvir seinen Selbstmord angeboten haben, wenn diese Tat Kleopatra retten könne. Als dritter Gesandter sei Antonius’ Sohn Antyllus mit viel Geld gekommen; dieses habe Octavian zwar angenommen, den Jugendlichen aber wieder ohne Bescheid für dessen Vater heimkehren lassen und Kleopatra erneut Drohungen und Zusagen gemacht. Ferner geben Cassius Dio und Plutarch an, dass Octavian seinen Freigelassenen Thyrsos zu Kleopatra schickte, der sie im Sinne seines Herrn bearbeiten sollte. Octavian befürchtete, dass die Ptolemäerin, wenn sie in zu große Verzweiflung geriet, ihre in ihrem Mausoleum gemeinsam mit Brennmaterial deponierten Schätze verbrennen würde; doch sie habe Thyrsos geglaubt, dass Octavian sie lieben und daher in der Herrschaft ihres Reichs belassen würde. Aus diesem Grund soll sie Antonius verraten sowie von einer Vernichtung ihres Vermögens abgesehen haben. Plutarch fügt hinzu, dass Antonius den vertraulichen Umgang der Königin mit Thyrsos bemerkt und daher den Freigelassenen auspeitschen und zu seinem Herrn zurückschicken habe lassen.
Der Historiker Christoph Schäfer hält die angeblichen Bittgesandtschaften des Antonius für octavianische Propaganda zur Herabwürdigung des Verlierers, die diplomatischen Bemühungen Kleopatras aber für wahrscheinlich. Die Königin habe die Chancen für einen Fortbestand der Herrschaft ihrer Dynastie ausgelotet und Octavian habe sie in diesen Hoffnungen auf eine Nachfolgeregelung bestärkt (aber freilich nicht in Hinsicht auf ein erotisches Verhältnis), damit sie nicht voreilig, wie von Cassius Dio und Plutarch angegeben, ihre Schätze verbrannte, die der künftige Princeps so dringend zur Bezahlung seiner Soldaten brauchte.
Octavians General Gaius Cornelius Gallus übernahm in Kyrene die Truppen von Pinarius Scarpus und bemächtigte sich Paraitonions, der westlichen Grenzfestung Ägyptens. Der herbeigeeilte Antonius konnte nichts ausrichten. Seine Reden an die gegnerischen Legionäre, um sie vielleicht kampflos auf seine Seite zu ziehen, ließ Gallus durch Trompetenklang übertönen, und außerdem musste Antonius eine militärische Schlappe einstecken. Octavian zog etwa gleichzeitig gegen den östlichen Verteidigungsposten Ägyptens, Pelusion, der rasch fiel, vielleicht durch (angeblich von Kleopatra befohlenen) Verrat des Kommandanten Seleukos. Dessen Familie überließ Kleopatra daraufhin Antonius zur Hinrichtung. Nun drangen Octavians Truppen ohne Probleme bis Alexandria vor, doch wurde seine Kavallerie beim Hippodrom östlich der Hauptstadt von Antonius besiegt. Octavian konterte die Herausforderung seines Gegners zum Zweikampf mit der höhnischen Bemerkung, dass Antonius viele Möglichkeiten zum Sterben habe. Antonius nahm noch einmal ein reichliches Abendmahl ein und stellte sich am nächsten Tag (1. August 30 v. Chr. nach dem julianischen Kalender) zur letzten Schlacht. Aber die ägyptische Flotte und Reiterei ergaben sich kampflos, woraufhin auch seine Infanterie geschlagen wurde. Antonius soll geschrien haben, von Kleopatra verraten worden zu sein.
Antonius kehrte eilig nach Alexandria zurück, erhielt auf Befehl Kleopatras die falsche Nachricht von ihrem Selbstmord und stürzte sich ins Schwert. Jedoch starb er nicht sogleich und erfuhr, dass Kleopatra noch lebe und mit ihren zwei treuen Zofen Iras und Charmion in ihrem beim Isistempel gelegenen Mausoleum warte. Schwer verwundet ließ er sich zu ihr tragen und wurde, da das Grabgebäude aus Angst vor einer Gefangennahme verriegelt worden war, von Kleopatra und ihren Zofen mit Seilen durch ein offenes Fenster hochgezogen und ins Innere gehievt. Er starb in den Armen seiner sich tief verzweifelt gebärdenden Geliebten. Diese Sterbeszene wird von Plutarch sentimental ausgemalt.
Die Frage, ob Kleopatra Antonius’ Tod absichtlich verschuldete, ist umstritten. Während Felix Stähelin und E. Bevan annehmen, dass sie ihn durch die falsche Information ihres Todes in den Selbstmord trieb, um dadurch leichter mit Octavian zu einer Verständigung – zumindest bezüglich ihrer Kinder – zu kommen, hält Joachim Brambach den von Hans Volkmann vorsichtig formulierten Entlastungsversuch der Königin von diesem Vorwurf für möglich. Nach dieser Hypothese wollte Kleopatra vielleicht Antonius zu einem ehrenvollen Tod verhelfen, weil er sonst womöglich doch keinen Selbstmord verübt und so nach Ansicht der Römer nicht in Würde gestorben wäre; denn Octavian hätte ihn keinesfalls am Leben gelassen.
Mit einem Trick gelang es Octavian bald danach, Kleopatra im Mausoleum gefangen zu nehmen und sich ihrer Schätze zu bemächtigen. Sie lebte zwölf Tage in römischer Haft, ehe es ihr auf nicht genau geklärte Weise gelang, Selbstmord zu verüben (siehe Rätsel um Kleopatras Tod).

## Octavians Triumph
Nach dem Doppelselbstmord des gegnerischen Herrscherpaares ließ Octavian den ältesten Sohn Kleopatras, Caesarion, und den ältesten Sohn von Antonius, Antyllus, vorsorglich hinrichten. Die kleinen gemeinsamen Kinder von Antonius und Kleopatra verschonte Octavian. Über Antonius wurde die damnatio memoriae verhängt und sein Name auf allen Denkmälern und Inschriften getilgt; ferner wurden seine Statuen umgestürzt. Immerhin gestattete der Sieger, dass Kleopatra, wie sie in ihrem Abschiedsbrief an Octavian gewünscht hatte, mit königlichen Ehren an der Seite von Antonius bestattet wurde. Einige römische Anhänger des ehemaligen Triumvirn wurden hingerichtet, so dessen treuer Feldherr Publius Canidius Crassus, der letzte noch lebende Caesarmörder Gaius Cassius Parmensis und der Senator Quintus Ovinius, der Kleopatras Wollspinnereien beaufsichtigt hatte; andere Antonianer wie Gaius Sosius und Gaius Furnius fanden hingegen Gnade.
Octavian machte eine Rundreise durch Ägypten bis Memphis und sah sich u. a. den Leichnam Alexanders des Großen an, wobei er der Mumie angeblich unabsichtlich ein Stück der Nase abbrach. Er weigerte sich aber, die Gräber der Ptolemäerkönige ebenfalls zu besuchen. So knüpfte er demonstrativ an den großen makedonischen Eroberer an und machte zugleich den Bruch mit der bisher regierenden Ptolemäer-Dynastie deutlich. Die Gold- und Silberbestände des enormen ägyptischen Königsschatzes ließ er großteils ausmünzen. Nun konnte er alle Soldaten und seine sonstigen Schulden bezahlen.
Ägypten wurde nach fast 300-jähriger Ptolemäerherrschaft als römische Provinz eingezogen. Octavian hielt das Nilland für so bedeutsam, dass er es als persönliche Provinz behandelte und keinem Senator gestattete, es ohne seine Erlaubnis zu betreten, geschweige denn zu verwalten. Wie schon Caesar vor ihm hatte auch Octavian Angst, dass ein senatorischer Statthalter sich im reichen Ägypten eine Machtbasis aufbauen könnte, die ihn zur Gefahr machen würde. Stattdessen unterstellte Octavian die Regierung Ägyptens einem von ihm ausgewählten Ritter mit dem Titel eines Präfekten, zunächst Gaius Cornelius Gallus. Die Hauptstadt Alexandria verschonte er, weil er sie als Verwaltungszentrum brauchte, suchte sie aber durch Gründung eines nahegelegenen zweiten Nikopolis zu schwächen. Der politisch einflussreiche städtische Rat wurde ebenfalls abgeschafft, da die Alexandriner als aufrührerisch galten. Das übrige von Antonius geschaffene Verwaltungssystem, auch die meisten östlichen Klientelherrscher, ließ Octavian im Wesentlichen unangetastet.
Das wichtigste Resultat von Antonius’ Niederlage war, dass Octavian sich nun zum alleinigen Machthaber des Römischen Reichs aufschwingen und als Augustus dessen erster Kaiser werden konnte. Damit waren auch die schon seit vielen Jahrzehnten tobenden vorangegangenen römischen Bürgerkriege endgültig beendet und es begann eine lange, relativ stabile Friedensperiode, die Pax Augusta. Der Sieg über Ägypten im August zählte zu den Gründen, derentwegen auf Senatsbeschluss im Jahr 8 v. Chr. Augustus mit der Umbenennung des Monats Sextilis in August geehrt wurde.

### Allgemeine Darstellungen
- Günther Hölbl: Geschichte des Ptolemäerreiches. Wissenschaftliche Buchgesellschaft, Darmstadt 1994, ISBN 3-534-10422-6, S. 220–227.
- Werner Huß: Ägypten in hellenistischer Zeit 332–30 v. Chr. C. H. Beck, München 2001, ISBN 3-406-47154-4, S. 741–750.

### Biografien
- Jochen Bleicken: Augustus. Alexander Fest Verlag, Berlin 1998, ISBN 3-8286-0027-1, S. 264–296.
- Joachim Brambach: Kleopatra. Eugen Diederichs, München 1996, ISBN 3-424-01239-4, S. 274–334.
- Manfred Clauss: Kleopatra. C. H. Beck, München 1995, ISBN 3-406-39009-9, S. 74–103.
- Michael Grant: Kleopatra. Eine Biographie. Lübbe, Bergisch Gladbach 1998, ISBN 3-404-61416-X, S. 256–320 (deutsch zuerst 1977).
- Christoph Schäfer: Kleopatra. Wissenschaftliche Buchgesellschaft, Darmstadt 2006, ISBN 3-534-15418-5, S. 188–253.